# Celsa Mel Gowland
Celsa Mel Gowland (n. 8 de octubre de 1959, Ciudad de Buenos Aires) es una destacada cantante de rock argentina que ha sido acompañante de los grupos y solistas más importantes de Argentina desde comienzos de la década de 1980. Actualmente integra el grupo Nu Jazz.

## Biografía
Se recibió como licenciada en Biología en la Universidad de Buenos Aires. Recibió el Diploma Konex como una de las 5 mejores cantantes de rock de la década 1985-1994 y dos nominaciones a los Premios Carlos Gardel en la categoría Mejor álbum solista femenino y Artista Revelación 2007.
Primera Vicepresidenta del Instituto Nacional de la Música, creado en 2012 por ley impulsada por los propios músicos organizados en asociaciones civiles en cada provincia y votada por unanimidad después de 6 años de lucha. Durante su vicepresidencia y en cumplimiento de dicha ley, puso en marcha el Circuito Cultural Social del INAMU por el cual toda persona música que recibe un subsidio o beneficio debe realizar una compensación social obligatoria en lugares de bajo acceso a eventos culturales.
Impulsó la ley que creó el Día Nacional del Músico de Argentina, 23 de enero, nacimiento de Luis Alberto Spinetta y que introdujo su obra en la educación formal primaria y secundaria.
Impulsó , acompañada por un colectivo de 20 mujeres músicas argentinas, el proyecto de Ley de Cupo femenino y acceso de artistas mujeres a eventos musicales sancionado en diciembre de 2019.
Actualmente preside la Fundación Casa de la Música que pondrá en funcionamiento la primera vivienda comunitaria activa para personas músicas mayores.

## Carrera
Desde los años 80 fue convocada para acompañar a las bandas y solistas más importantes del país, razón por la cual el diario Página/12 se refirió a ella definiéndola como «una voz familiar: es la gran voz oculta de los ’80, la que cantó con casi todos –sólo le faltó Charly García». 
Comenzó cantando con Suéter, de Miguel Zabaleta, junto a Fabiana Cantilo. Luego se desempeñó también como vocalista en las bandas Metrópoli (1983-1984) con Richard Coleman, Isabel de Sebastián y Ulises Butrón, y Fricción nuevamente con Richard Coleman y Gustavo Cerati. 
Entre los solistas y bandas a los que ha acompañado se destacan Soda Stereo haciendo coros en el álbum Signos (1986), Fito Páez en Religion song (Tercer Mundo, 1990), Fabiana Cantilo (1991), Zimbabwe Reggae Band (1989), durante una década con Diego Torres (1993-2003), Luis Alberto Spinetta, Sandra Mihanovich y Celeste Carballo, Andrés Calamaro, Virus (1985), Soledad (en Adonde Vayas), Iván Noble, Deep Purple en Buenos Aires (2006), etc.
En 1989 formó el grupo Soul Fingers, con Laura Vázquez, Sandra Baylac y Nélida Saporiti, disolviéndose en 1993. Como solista se inclinó por el acid jazz publicando su primer álbum, Comosinadieestuvieraescuchando (2006). Integra el octeto Nu Jazz, que cuenta a Juan Blas Caballero como productor, y como integrantes a Gustavo Ridilenir (saxo y flauta), Osvaldo Suárez (guitarra), Sebastián Fucci (teclados), Pablo Salzman (bajo), Jorge Pemoff (percusión), Claudio Fabricio (batería) y Loli Álvarez (coros). Sostiene que «para hacer esta música hacen falta ocho personas, y eso no se negocia».

## Otras actividades
Desde hace más de una década se dedica paralelamente al entrenamiento de cantantes populares y en reconocimiento a su tarea ha sido invitada a exponer en el último Congreso Latinoamericano de Otorrinolaringólogos, celebrado en la ciudad de Buenos Aires en 2006.
El 24 de marzo de 2014 asumió la vicepresidenta del Instituto Nacional de la Música (INAMU). Tras cumplir su periodo de 4 años, el 3 de agosto de 2018 dejó el cargo.

## Su principal legado a la historia de la música argentina: la ley de cupo femenino
Celsa Mel Gowland es una figura altamente importante en la historia de la música argentina en general, y del rock argentino en particular, ya que fue la principal impulsora de la ley que establecíó un cupo de 30% de artistas femeninas y diversas  en los festivales argentinos.
A partir del 24 de marzo  de 2018, una vez finalizado su periodo como vicepresidenta del INAMU, su siguiente actividad fue elaborar un proyecto de ley de cupo femenino en festivales argentinos. Celsa Mel Gowland armó un numeroso grupo de mujeres artistas, periodistas, escritoras y políticas para promover el proyecto, y se convirtió en la principal propulsora de la ley desde el terreno de la música. La ley logró ser sancionada el 20 de noviembre de 2019.

## Discografía
- Cemento de contacto, Metrópoli, 1985.
- Consumación o Consumo, Fricción, 1986.
- Soul Fingers, Soul Fingers, 1994.
- Comosinadieestuvieraescuchando, Celsa Mel Gowland y Nu Jazz, 2006.